# Escola Superior de Borås
A Escola Superior de Borås (em sueco:  Högskolan i Borås; em inglês:  University of Borås ) é uma instituição pública de ensino superior na cidade de Borås, na Suécia.

Foi fundada em 1977.                                     

Tem cerca de 6 488 estudantes (2023), dos quais 90 doutorandos, e conta com 828 funcionários, dos quais 497 professores.                                         

Dispõe de 1 campus, no meio da cidade de Borås.                                     

A escola tem uma das melhores bibliotecas do país.

Entre as suas instituições estão hoje em dia incluídas duas escolas tradicionais de grande prestígio - a Escola Superior de Biblioteconomia (Bibliotekshögskolan) e a Escola Superior de Têxteis (Textilhögskolan) – e o Parque da Ciência de Borås (Science Park Borås).

Oferece cursos nas áreas de biblioteca e ciência da informação, comércio e tecnologia da informação, engenharia, educação, têxteis e ciências da saúde. 